# 2524 Budovicium
2524 Budovicium је астероид главног астероидног појаса са пречником од приближно 31,39 .
Афел астероида је на удаљености од 3,612 астрономских јединица (АЈ) од Сунца, а перихел на 2,611 АЈ.
Ексцентрицитет орбите износи 0,160, инклинација (нагиб) орбите у односу на раван еклиптике 0,290 степени, а орбитални период износи 2005,042 дана (5,489 година).
Апсолутна магнитуда астероида је 10,90 а геометријски албедо 0,078.
Астероид је откривен 28. августа 1981. године.